# José Xavier de Almeida
José Xavier de Almeida (Cidade de Goiás 23 de janeiro de 1871 – Morrinhos, 1956) foi um advogado, jornalista e político brasileiro.
Bacharel pela Faculdade de Direito de São Paulo, membro do Partido Republicano Federal de Goiás, secretário do Interior e Justiça (1895-1899), em 1900 foi eleito deputado federal por Goiás  e em 1901 - 1905 presidente de Goiás.

## Carreira Política
Em seu governo referendou a lei nº 186, de 13 de agosto de 1898, que criava a Academia de Direito de Goiás, origem da Faculdade de Direito da Universidade Federal de Goiás. 
Foi ainda secretário do Interior, Justiça e Segurança Pública e exerceu o jornalismo, encontrando-se espalhados em vários jornais de Goiás artigos de sua lavra. 
É patrono da Cadeira 26 da Academia Goiana de Letras. 
No início de sua carreira política ligou-se ao grupo bulhonista, com o qual rompeu em 1904. 
Em 1909, após a revolução que depôs o último presidente xavierista, encerrou-se o período de sua influência, caracterizado por tendências democráticas e progressistas.
Atualmente seu clã reside em Morrinhos, Goiânia, no Rio de Janeiro e em Brasília.

## Família Xavier de Almeida

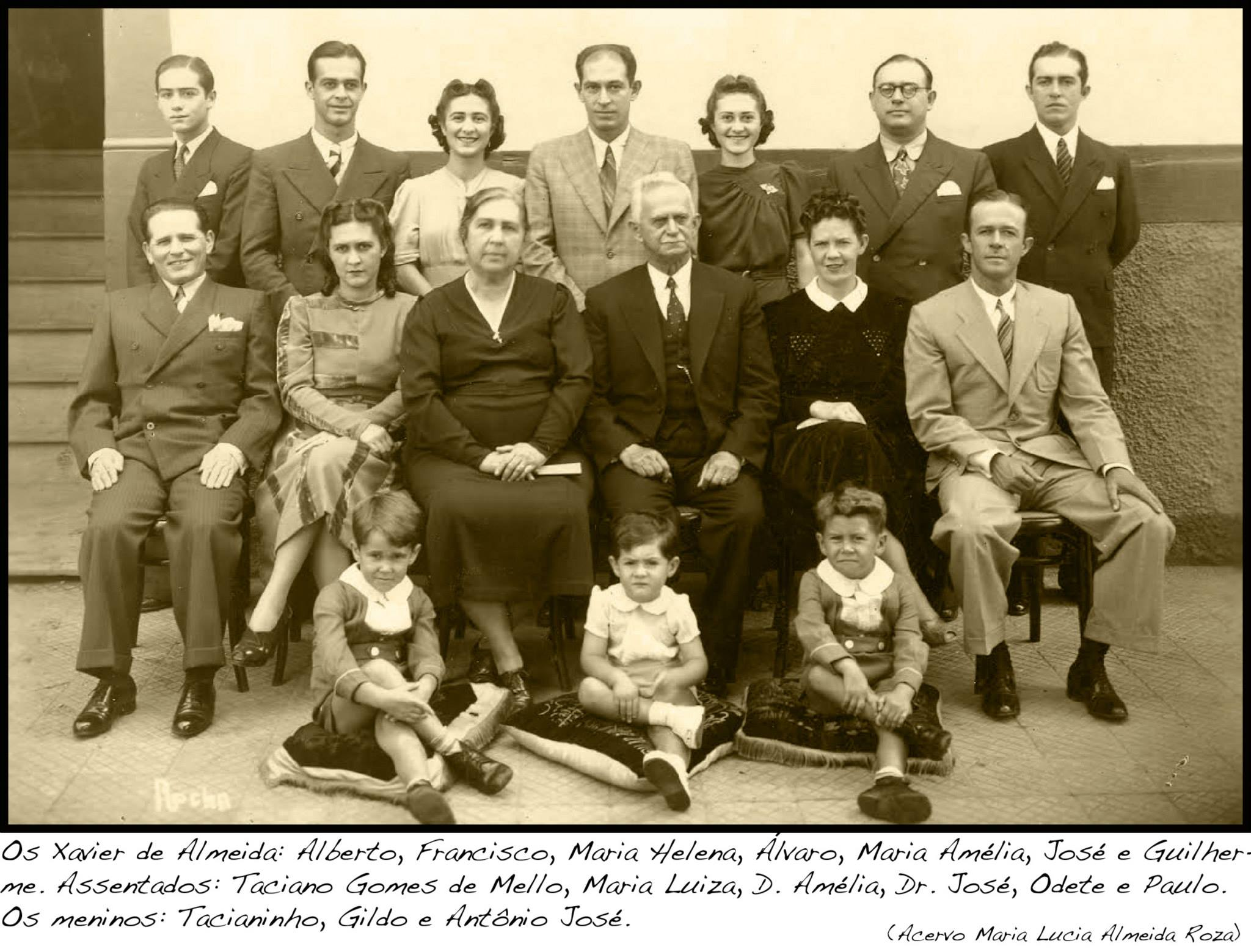
Família do Dr. José Xavier de Almeida, em frente ao histórico sobrado de sua propriedade, em Morrinhos.

Filho de Francisco Xavier de Almeida e Luíza Isolina da Silva Almeida. 
Casou-se com Amélia Lopes de Morais, filha de Hermenegildo Lopes de Morais, com quem teve numerosa prole, de homens e mulheres brilhantes:
José Xavier de Almeida Júnior, médico, escritor e apreciado orador, membro da Academia Goiana de Letras, presidindo-a de 1953 a 1957; 
Hermenegildo Xavier de Almeida, 
Paulo Xavier de Almeida, odontólogo; 
Álvaro Xavier de Almeida, médico; 
Guilherme Xavier de Almeida, advogado, poeta e contista, membro da Academia Goiana de Letras, deputado federal em duas legislaturas; 
Maria Luíza Xavier de Almeida, cientista, casada com Dr. Taciano Gomes de Mello que foi Governador de Goiás; 
Francisco Xavier de Almeida, farmacêutico; 
Alberto Xavier de Almeida;  
Maria Amélia Xavier de Almeida;  
Maria Helena Xavier de Almeida, professora, catequista, freira mais conhecida como irmã Leôncia.